# Margegaj alközség
Margegaj alközség Albánia északkeleti részén, Kukës városától légvonalban 45, közúton csaknem 100 kilométerre északnyugatra, a Valbona folyó jobb partján, Bajram Curri északi szomszédságában található. Kukës megyén belül Tropoja község része. Központja Margegaj falu, további települései: Bradoshnica, Çerem, Dragobia, Fushë-Luma, Koçanaj, Paqeja, Rragam, Shoshan és Valbona. A 2011-es népszámlálás alapján az alközség népessége 2346 fő. Margegaj Albánia egyik kiemelt, turisztikailag is jelentős természetvédelmi területe és hegyvidéki üdülőövezete, területén található a Valbona folyó felső völgyét övező Valbona-völgy Nemzeti Park.

## Története
A mai Margegaj alközség területe a 19–20. századok fordulóján a krasniqi, illetve nyugati peremvidékén, a Valbona forrásvidékén a nikaj törzs szállásterülete volt. Az évszázadok során mindvégig meglehetősen elzárt, nehezen megközelíthető területnek számított, amelynek állattartó lakossága a keletre elterülő koszovói piacvidék városaival, Gjakovával és Prizrennel tartott fenn kapcsolatot. Az 1912-ben függetlenné vált Albánia 1913-ban megrajzolt határai (londoni egyezmény) véget vetettek ennek a szerves kapcsolatnak, és ahogy Tropoja egész vidéke, úgy Margegaj elszigeteltsége is megnövekedett.
Erről a vidékről származott az albán függetlenség koszovói élharcosa, Bajram Curri családja. Curri 1924-ben az Ahmet Zogu kormányát elkergető júniusi forradalom támogatója volt, majd a forradalommal hatalomra került Noli-kormány leverését követően itt, ősei lakhelyén, egy Dragobia melletti barlangban bujdosott. Zogu csapatai azonban felderítették búvóhelyét, és az 1925. március 29-én kialakult tűzharcban Curri két fiával együtt életét vesztette. A kommunizmus éveiben adminisztratív központtá fejlesztett közeli Kolgecaj 1952 óta Bajram Curri nevét viseli. Az 1925-ös tragikus eseményeket Fan Noli Egy dragobiai barlang (Shpell’e Dragobisë) című versében örökítette meg.

## Nevezetességei
Margegaj alközség területének fő nevezetessége festői szépségű tája, a 2000 métert meghaladó hegyek közé zárt Valbona-völgy felső szakasza, a Valbona-völgy Nemzeti Park területe. Szurdokvölgyei, vízesései, tavai és tengerszemei, alpesi rétjei közül több jelzett gyalogösvényen keresztül megközelíthető, de több napos túráknak is közkedvelt helyszíne a völgy tágabb vidéke. A pisztrángban gazdag, meanderező Valbona lombhullató és fenyveserdőkkel tarkított völgyét délről a Vas-hegy (Maja e Hekurave) 2559 méterig magasodó dolomittömege szegélyezi, míg északról a 2694 méterre nyúló Jezerca-, illetve a 2568 méteres Radohima-hegység nyújt festői hátteret. Albánia legmagasabb csúcsa az albán–macedón államhatár által kettészelt, 2764 méteres Korab-hegy, a Jezerca viszont az egészében albán területen található hegyek legmagasabbika.
Margegaj alközség területe infrastrukturálisan fejletlen. Bár egy aszfaltozott másodrendű út vezet csaknem végig a völgyön, ahol hotelek, vendégházak és kempingek várják a pihenni vágyókat, a közeli Bajram Curri városa nyújtja az utolsó lehetőséget vásárlásra, tankolásra és készpénzfelvételre, mielőtt a Valbona felső völgyébe térne az utazó. Bajram Curriból rendszeres minibuszjárat is közlekedik a Margegaj alközség területén található Valbona faluig. A községet alkotó kisebb települések nevezetességei a következők.
Koçanaj
A falu Bajram Curri családjának ősi fészke. A falu egyik erődített lakóháza, azaz kullája, a Rama-kulla (Banesa e Mehmet Ramës) műemléki védelmet élvez.
Shoshan
Határában találhatóak egy római kori erődítmény maradványai, amely a korabeli Drin-völgyi erődrendszer tagja volt. A falu szülötte Haxhi Zeka (1832–1902), az albán nemzeti eszmélés korszakának koszovói harcosa. Műemléki védelem alatt áll az Osmani-kulla (Banesa e Bajram Osmait), de a Valbona északi partján megtalálható még a Curri család egykori malomépülete (Mulliri i Bajram Currit) is. Itt, Shoshannál ered az Albán-Alpok egyik legbővízűbb forrása, a Vrella e Shoshanit, valamint itt, a Shoshani-szurdokvölgynél (Kanioni i Shoshanit) szűkül össze a Valbona völgye.
Dragobia
A falu melletti Dragobiai-barlang (Shpella e Dragobisë) az 1925-ös tragikus események miatt nevezetes mint Bajram Curri halálának helyszíne. A Valbona völgyétől délkeleti irányban, mintegy kétórás túrával érhető el. A faluban több hagyományos, zsindelyfedésű kőház látható.
Valbona
Dragobia után a Valbona folyása meanderezik, a völgy pedig ismét kiszélesedik. Ebben a völgyszakaszban húzódnak Valbona falu házai, amely az 1997. évi priamisjáték-válság nyomán kirobbant zavargásokig közkedvelt üdülőhely volt; az akkori események mementója a még 2012-ben is romjaiban álló egykori állami szálloda épülete. A 2000-es évek óta ismét fellendült a turizmus, kisebb hotelek és vendégházak (albán szóval hanok) tarkítják a völgy menti tájat.
Rragam
A község legnyugatibb települése, egyúttal a Valbona-völgy végpontja: itt, egy újonnan épített, a Valbona fölött elvezető hídnál ér véget az autóval járható út. Mára állandó lakói elhagyták, vendégházainak köszönhetően gyakorlatilag csak üdülőövezetként funkcionál, illetve a helyiek nyári legelőül használják a környék alpesi rétjeit. A közeli, csak gyalogosan megközelíthető Gjelaj i Rragamit a hatalmas hegyek találkozásánál fekszik, itt, 1817 méteres tengerszint feletti magasságban, a Valbonai-hágón (Qafa e Valbonës) keresztül érhető el gyalogosan a Shala völgye, a turisták körében közkedvelt Theth települése és nemzeti parkja.